# Gustav Biener
Gustav Biener (* 26. Juni 1926 in Dortmund; † 16. August 2003 in Arnsberg) war ein deutscher Kirchenmusiker und Komponist. Er verbrachte fast sein ganzes Leben in Arnsberg und wirkte dort als Schulrektor, als Organist und Chorleiter an der katholischen Propsteikirche St. Laurentius sowie als Regionalkirchenmusiker. 1967 erhielt er den Titel Kirchenmusikdirektor. Biener komponierte etwa 400 Werke, mit einem deutlichen Schwerpunkt auf geistlicher und weltlicher Chormusik. Seine Kompositionen sind im Westfälischen Musikarchiv Hagen archiviert.

## Leben
Biener wurde am 26. Juni 1926 in Dortmund geboren und zog 1932 mit seiner Familie nach Arnsberg, wo er sein ganzes weiteres Leben verbrachte. Schon als Jugendlicher begann er zu komponieren.
1945–1950 absolvierte Biener eine Ausbildung zum Volksschullehrer und studierte danach an der Pädagogischen Akademie in Dortmund Sonderpädagogik und Psychologie. Parallel dazu absolvierte er ein Kirchenmusikstudium am Dortmunder Konservatorium, das er 1951 mit Auszeichnung abschloss. An der Nachfolgeeinrichtung des Konservatoriums, der Abteilung Dortmund der Musikhochschule Westfalen-Lippe, unterrichtete er später Tonsatz und Komposition (1962–1974).
1952 gründete Biener mit der Fröbelschule in Arnsberg die erste Schule für Lernbehinderte im Hochsauerland. Bis zu seiner Pensionierung 1989 war er deren Rektor.
Seit 1947 arbeitete Biener als Organist an der Propsteikirche St. Laurentius in Arnsberg, 1957 übernahm er dort auch die Chorleitung. Diese nebenamtliche Stelle wurde zum Zentrum seiner kirchenmusikalischen und kompositorischen Arbeit. 1966 wurde er Regionalkirchenmusiker für die neueingerichtete Seelsorgeregion Hochsauerland-Waldeck. In dieser Funktion prägte er über viele Jahre die Ausbildung nebenamtlicher Kirchenmusiker. 1967 verlieh ihm der Erzbischof von Paderborn, Lorenz Kardinal Jaeger, in Anerkennung seiner Verdienste den Titel eines Kirchenmusikdirektors. Die Deutsche Bischofskonferenz berief Biener 1974 in die Kommission für die Herausgabe des Orgelbuchs zum Gesangbuch „Gotteslob“.
Im Jahr 2000 wurde Biener als Organist der Propsteigemeinde verabschiedet. Er starb nach schwerer Krankheit am 16. August 2003 in Arnsberg.

## Kompositionen
Biener komponierte zahlreiche kirchenmusikalische Werke, sowohl für die eigene Chorpraxis als auch als Auftragskompositionen. Die bevorzugten Besetzungen enthalten Solo- und Chorgesang, Orgel, Bläserensembles und oft auch Gemeindegesang. Zu den ca. 400 Werken gehören zwei Oratorien sowie Messordinarien und -proprien, Kantaten, Motetten, Kirchenliedbearbeitungen und Orgelwerke. Daneben entstanden auch weltliche Chorwerke.
Einige wichtige Werke sind:
- „Coesfelder Passion“, Oratorium für Solisten, gemischten Chor (auch als Sprechchor), Kinderchor, Sprecher, Orgel und Orchester. Das Stück wurde angeregt durch das aus dem 14. Jhd. stammende Coesfelder Kreuz, uraufgeführt in Coesfeld 1971, seither ca. 12 weitere Aufführungen in verschiedenen Städten.
- Advents-Oratorium für Solisten, gemischten Chor (auch als Sprechchor), Sprecher, Orgel und Orchester, uraufgeführt 1976 in Arnsberg.
- Kantate „Dass alle eins seien“ für Bariton, Knabenchor, gemischten Chor, Männerchor, Blechbläser, Volksgesang und Orgel. Auftrag anlässlich der 2000-Jahr-Feier der Stadt Mainz und der Eröffnung des Zweiten Vatikanischen Konzils, uraufgeführt 1962 im Mainzer Dom.
- Mitwirkung am Orgelbuch zum Gesangbuch „Gotteslob“ mit vielen Begleitsätzen. Mitwirkung an der sechsbändigen Sammlung „Orgelstücke zum Gotteslob“ mit Intonationen und Choralvorspielen.
- Komposition eines Teils der Musik zum Gottesdienst mit Papst Johannes Paul II. in Paderborn 1996, darunter der Kanon „Einig in der Hoffnung“.